# Лорд Кинлосс

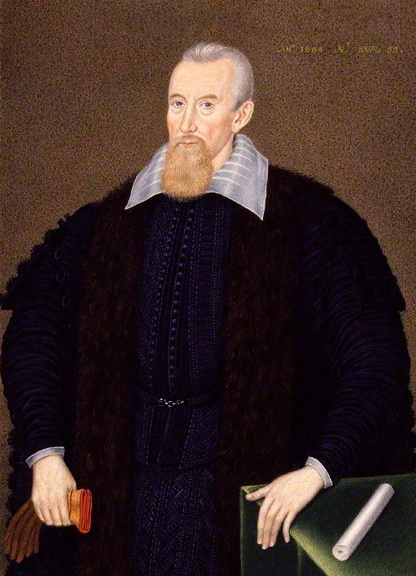
Эдвард Брюс, 1-й лорд Кинлосс (1548—1611)

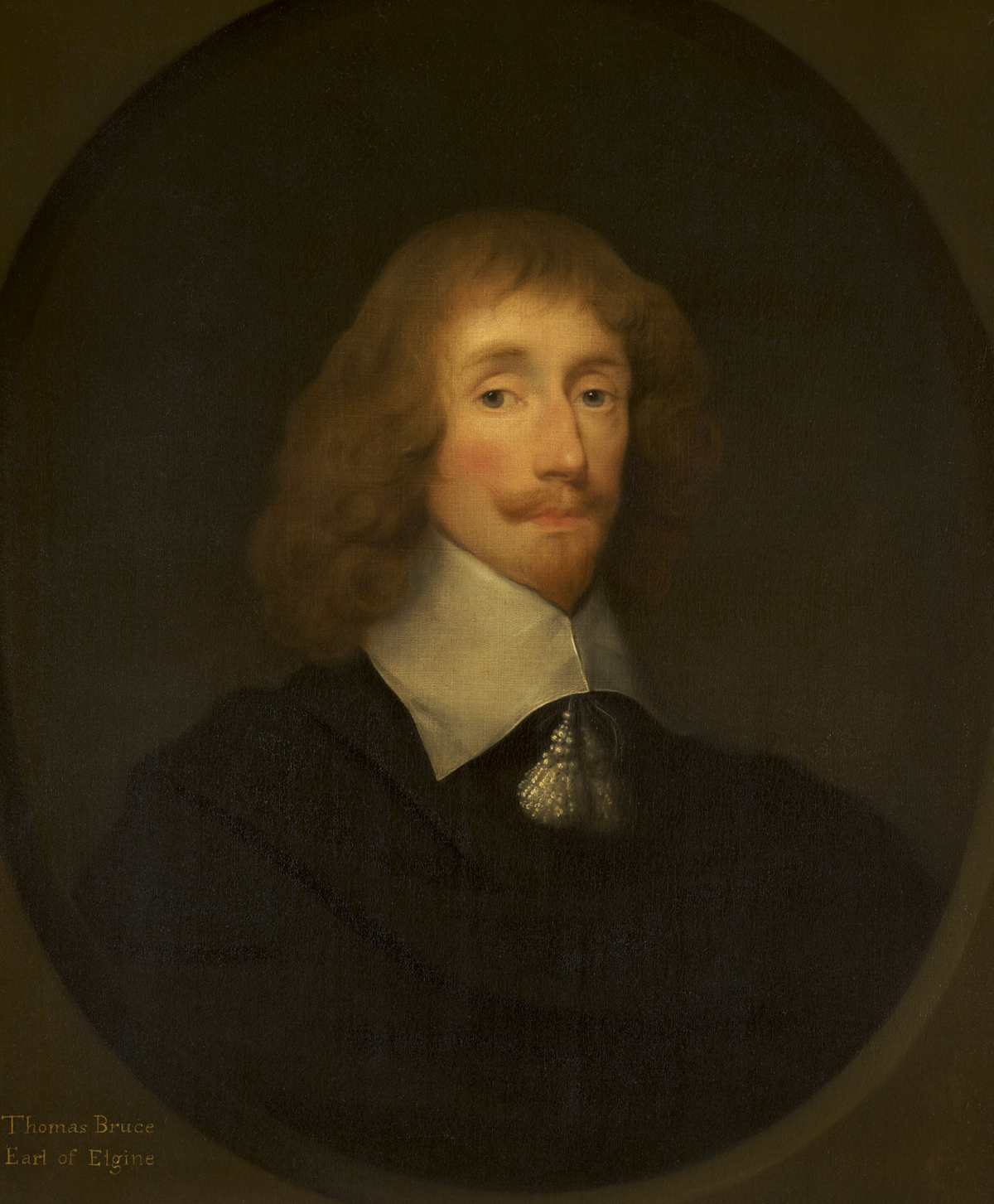
Томас Брюс, 1-й граф Элгин, 3-й лорд Кинлосс (1599—1663)

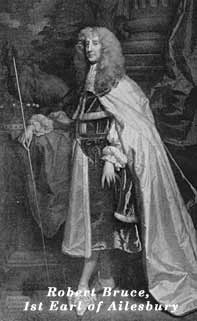
Роберт Брюс, 1-й граф Эйлсбери, 2-й граф Элгин, 4-й лорд Кинлосс (1627—1685)

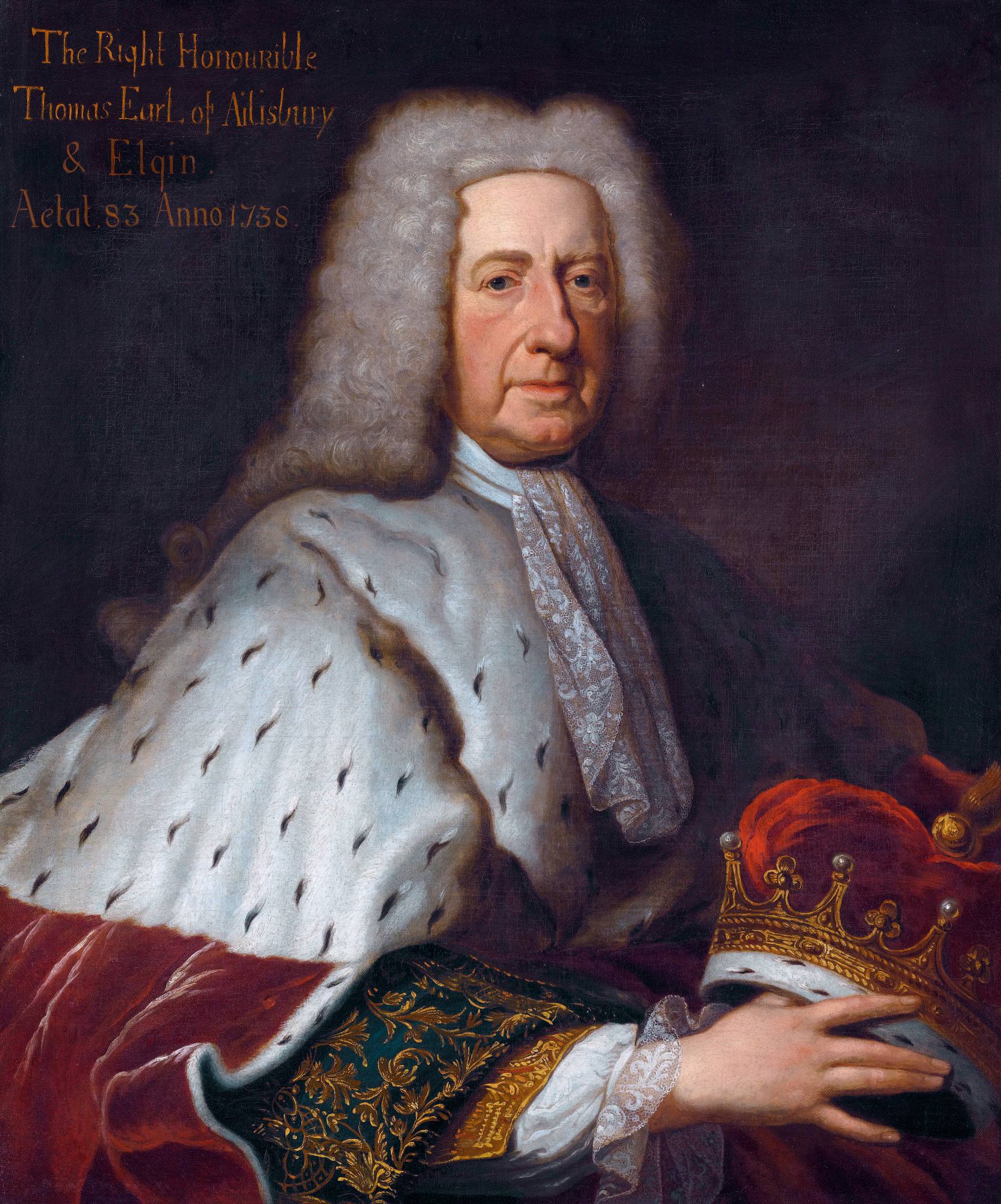
Томас Брюс, 2-й граф Эйлсбери, 3-й граф Элгин, 5-й лорд Кинлосс (1656—1741)

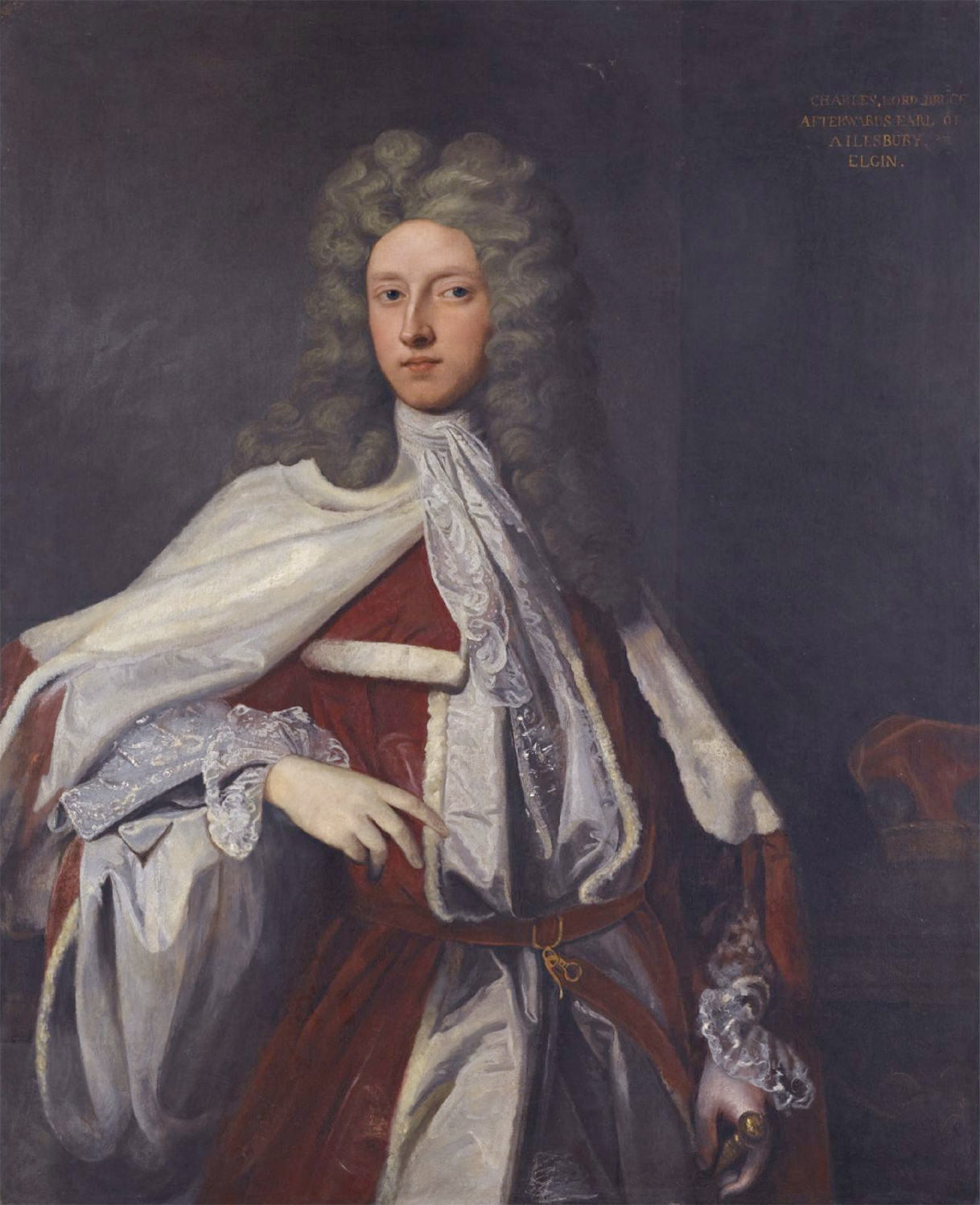
Чарльз Брюс, 3-й граф Эйлсбери, 6-й лорд Кинлосс (1682—1747)

Лорд Кинлосс — наследственный титул в системе Пэрства Шотландии. Он был создан 2 февраля 1602 года для Эдварда Брюса (1548—1611), мастера Роллс (1603—1611). В 1604 году для него также был создан титул лорда Брюса из Кинлосса с правом наследования для его мужских потомков). В 1608 году он получил титул лорда Брюса из Кинлосса с правом наследования мужскими и женскими потомками. Его сменил его сын, Эдвард Брюс, 2-й лорд Кинлосс (1594—1613), который был убит на дуэли в 1613 году.
Его младший брат, Томас Брюс, 3-й лорд Кинлосс (1599—1663), в 1633 году получил титул графа Элгина с правом наследования мужскими потомками из рода Брюс. В 1641 году для него был создан титул барона Брюса Уорлтона в системе Пэрства Англии. Ему наследовал его сын, Роберт Брюс, 2-й граф Элгин (1626—1685). Он получил титулы барона Брюса из Скелтона, виконта Брюса из Амптхилла и графа Эйлсбери (Пэрство Англии) в 1664 году.
Его внук, Чарльз Брюс, 4-й граф Элгин, 6-й лорд Кинлосс (1682—1747), был последним мужским потомком первого лорда Кинлосса и не имел наследником мужского пола. Поэтому он выбрал в качестве своего наследника племянника, достопочтенного Томаса Браденелла, четвертого сына Джорджа Браденелла, 3-го графа Кардигана (1692—1732). В 1746 году Чарльзу Брюсу, 4-му графа Элгину, был присвоен дополнительный титул барона Брюса из Тоттенхэма с правом наследования для его племянника Томаса Браденелла (1729—1814). После смерти Чарльза Брюса в 1747 году титулы графа Эйлсбери, виконта Брюса из Амптхилла и виконта Брюса из Скелтона прервались. Титулы лорда Брюса из Кинлосса (креации 1604 и 1608 годов) и графа Элгина унаследовал его родственник, Чарльз Брюс, 9-й граф Кинкардин (1732—1771). Титул барона Брюса из Скелтона получил его племянник, Томас Браденелл-Брюс, 2-й барон Брюс Скелтонский (1729—1814).
Титул лорда Кинлосса оказался неопределенным. В 1868 году Комитет по привилегиям в Палате лордов постановил, что законным наследником титула был Джеймс Бриджес, 3-й герцог Чандос (1739—1781), сын леди Мэри Брюс, дочери 4-го графа Элгина. Тем не менее, он никогда не принимал этот титул. В 1789 году после смерти Джеймса Бриджеса титулы герцога Чандоса и барона Чандоса угасли.
Наследником лордства Кинлосс была единственная дочь Бриджеса, Энн Элизабет Бриджес (ум. 1836), герцогиня Бекингем и Чандос, де-юре 8-я леди Кинлосс, жена Ричарда Темпла-Наджента-Бриджеса-Чандоса-Гренвилла, 1-го герцога Бекингема и Чандоса, 5-го виконта Кобэма (1776—1839), старшего сына Джорджаа Наджента-Темпла-Гренвилла, 1-го маркиза Бекингема, 4-го виконта Кобэма. В 1868 году их внук, Ричард Темпл-Наджент-Бриджес-Чандос-Гренвилл, 3-й герцог Бекингем и Чандос (1823—1889), был признан Комитетом по привилегиям Палаты лордов в качестве 10-го лорда Кинлосса. В 1889 году после его смерти титул герцога Бекингема и Чандоса прервался, а лордство Кинлосс унаследовала его старшая дочь Мэри Морган-Гренвилл, 11-я леди Кинлосс (1852—1944).
С 2012 года носителем титула является правнучка последней, Тереза Мэри Наджент Фримен-Гренвилл, 13-я леди Кинлосс (род. 1957), которая наследовала своей матери в том же 2012 году.

## Лорды Кинлосс (1602)
- 1602—1611: Эдвард Брюс, 1-й лорд Кинлосс (1548 — 14 января 1611), второй сын сэра Эдварда Брюса из Блэрхалла (1505—1565)
- 1611—1613: Эдвард Брюс, 2-й лорд Кинлосс (1594 — август 1613), старший сын предыдущего
- 1613—1663: Томас Брюс, 1-й граф Элгин, 3-й лорд Кинлосс (2 февраля 1599 — 21 декабря 1663), младший брат предыдущего
- 1663—1685: Роберт Брюс, 2-й граф Элгин, 1-й граф Эйлсбери, 4-й лорд Кинлосс (19 марта 1627 — 20 октября 1685), сын предыдущего
- 1685—1741: Томас Брюс, 3-й граф Элгин, 2-й граф Эйслбери, 5-й лорд Кинлосс (1656 — 16 декабря 1741), второй сын предыдущего
- 1741—1747: Чарльз Брюс, 4-й граф Элгин, 6-й лорд Кинлосс (29 мая 1682 — 20 февраля 1747), второй сын предыдущего
- 1747—1789: Джеймс Бриджес, 3-й герцог Чандос, де-юре 7-й лорд Кинлосс (1731—1789), единственный сын Генри Бриджеса, 2-го герцога Чандоса (1707—1721) и Мэри Брюс (ок. 1710—1738), дочери предыдущего
- 1789—1836: Энн Элизабет Темпл-Наджент-Бриджес-Чандос-Гренвилл, де-юре 8-я леди Кинлосс (27 октября 1779 — 15 мая 1836), единственная дочь предыдущего
- 1836—1861: Ричард Плантагенет Темпл-Наджент-Бриджес-Чандос-Гренвилл, 2-й герцог Бекингем и Чандос, де-юре 9-й лорд Кинлосс (11 февраля 1797 — 29 июля 1861), единственный сын предыдущей и Ричарда Темпла-Наджента-Бриджеса-Чандоса-Гренвилла, 1-го герцога Бекингема и Чандоса (1776—1839)
- 1861—1889: Ричард Плантагенет Кэмпбелл Темпл-Наджент-Бриджес-Чандос-Гренвилл, 3-й герцог Бекингем и Чандос, 10-й лорд Кинлосс (10 сентября 1823 — 26 марта 1889), единственный сын предыдущего
- 1889—1944: Мэри Морган-Гренвилл, 11-я леди Кинлосс (30 сентября 1852 — 17 октября 1944), старшая дочь предыдущего, жена майора Луиса Фердинанда Гарри Моргана-Гренвилла (ум. 1896)
- 1944—2012: Беатрис Мэри Гренвилл Фримен-Гренвилл, 12-я леди Кинлосс (18 августа 1922 — 30 сентября 2012), старшая дочь преподобного Луиса Чарльза Чандоса Фрэнсиса Темпла Морган-Гренвилла, мастера Кинлосса (1889—1944), второго сына Мэри Морган-Гренвилл, 11-й леди Кинлосс
- 2012 — настоящее время: Тереза Мэри Наджент Фримен-Гренвилл, 13-я леди Кинлосс (род. 20 июля 1957), старшая дочь предыдущей и Гревилла Стюарта Паркера Фримана-Гренвилла (ум.2005).

Предполагаемой наследницей титула является достопочтенная Хестер Жозефина Энн Хаворт, хозяйка Кинлосс (род. 9 мая 1960), младшая сестра 13-й леди Кинлосс и жена Питера Хаворта. Далее в линии наследования следуют её сыновья: Джозеф Энтони Хаворт (род. 1985), Дэвид Арнольд Хаворт (род. 1987), Кристофер Джон Хаворт (род. 1989). После них следующими в очереди стоят их тетя, достопочтенная Кэролайн Джейн Гренвилл Морган-Гренвилл (род. 1931), которая в 1958 году вышла замуж за Гордона Глинна-Уолтона. Их единственная дочь, Шарлотта Элизабет Софии Кэролайн Глинн-Уолтон (род. 1961), в 1990 году стала женой Пола Стивена Фокса, от брака с которым у неё родился единственный сын, Луис Джон Гордон Темпл Фокс (род. 1997).